# Skarpåskälabodarna
Skarpåskälabodarna är ett naturreservat i Strömsunds kommun i Jämtlands län.
Området är naturskyddat sedan 2015 och är 57 hektar stort. Reservatet omfattar mark på en nordostsluttning som utgår från höjden Håxåskälen och består av granskog med enstaka inslag av lövräd.